# 김기범 (1868년)
김기범 (金箕範 1868년 ~ 1920년)은 한국인으로는 최초로 목사 안수를 받은 2인중 한 사람이다. 1901년 5월 상동교회에서 감리교 목사로 안수를 받았다. 1912년 제물포 내리교회 담임목사로 부임하였고 교회에서 운영하는 영화학당 교장을 겸임하였다.
1890년 감리교 선교사들의 전도를 받고 신자가 되어, 1893년부터는 제물포(濟物浦) 지역에서 전도사로 일하였다. 1900년 감리교의 지방회(地方會)에서 개설한 신학회(훗날 성경 구락부)에서 신학교육 과정을 이수, 1901년 서울 상동(尙洞)교회에서 H.무어 감독으로부터 목사 안수를 받았다. 그리고 황해도 연안지방에 파송되어 지역 순회목사로서 일하다가, 1912년 제물포 내리(內里)교회 담임목사로 부임하였다. 내리교회에 재직하면서 교회에서 운영하는 영화(永和)학교 교장을 겸임, 후진 교육에도 힘썼다.
슬하에 5남매를 두었는데, 교육학자인 김애마(1903 ~ 1996)가 막내딸이다. 김애마는 한국 최초의 사립 사범대학인 이화여자대학교 사범대학의 설립하고 초대 학장을 역임하는 등 많은 분야에서 왕성하게 활동한 교육학자였다. 영화학당(永化學堂) 출신중에는 교육자이자 친일반민족행위자였던 김활란 등이 있다.

## 같이 보기
- 기독교대한감리회